# Piper gaudichaudianum
Piper gaudichaudianum es una especie de planta con flor en la familia Piperaceae.
Su nombre común en Argentina es pariparoba grande, canilla de vieja, y es endémica junto con  Bolivia, Brasil, Paraguay.

## Descripción
Es un arbusto grande, con hasta 23 dm de altura, ramas nudosas, suculentas, pilosas; hojas simples, alternas, discoloras, haz escabro, envés piloso, y glándulas translúcidas; con base foliar asimétrica. Inflorescencia espiga.

## Uso medicinal
Posee potencial antichagásico

## Taxonomía
Piper gaudichaudianum fue descrita por (Kunth) Kunth ex Steud. y publicado en Linnaea 13: 639. 1839[1840].
Sinonimia
- Artanthe gaudichaudiana (Kunth) Miq.
- Steffensia gaudichaudiana Kunth[7]